# 新大头儿子和小头爸爸5：我的外星朋友
《新大头儿子和小头爸爸5：我的外星朋友》（英語：New Happy Dad and Son 5: My Alien Friend）是2022年10月1日在中国大陆上映的动画电影，导演何澄、刘可欣，配音鞠萍、董浩、刘纯燕、红果果、陈怡、马凡舒。

## 演出
| 演员                              | 角色           | 备注 |
| 鞠萍（中国大陆） 黄玉娟（香港）   | 围裙妈妈       |      |
| 董浩（中国大陆） 冯志辉（香港）   | 小头爸爸       |      |
| 刘纯燕（中国大陆） 曾佩仪（香港） | 大头儿子       |      |
| 红果果（中国大陆） 何璐怡（香港） | 棉花糖         |      |
| 绿泡泡（中国大陆） 冯锦堂（香港） | 太空兔         |      |
| 陈怡（中国大陆）                  |                |      |
| 小鹿姐姐（中国大陆）              | 彩虹幼儿园老师 |      |
| 月亮姐姐（中国大陆）              |                |      |
| 马凡舒                            |                |      |

## 曲目
- 主题曲《我快乐你的快乐》，演唱:月亮姐姐、尼格买提。
- 片尾曲《耶！耶！耶！》，演唱：马凡舒、蓝天幼儿艺术团、北京天使童声合唱团、李凯稠作曲、杨启舫作词